# James Edward Wright
Pour les articles homonymes, voir James Wright et Wright.
James Edward Wright (né le 6 août 1939 à Madison (Wisconsin) et mort le 10 octobre 2022 à Hanover (New Hampshire)) est un historien américain, président d'université.
Il est le 16e président du Dartmouth College, une université américaine située à Hanover dans le New Hampshire, entre 1998 et 2009. Il a d'abord été professeur dans cet établissement en 1969 et fut notamment doyen de la faculté des Arts et Sciences. Historien réputé, il est spécialiste de l'histoire de l'Ouest américain. Il est l'auteur ou l'éditeur de cinq ouvrages.